# Mustela erminea

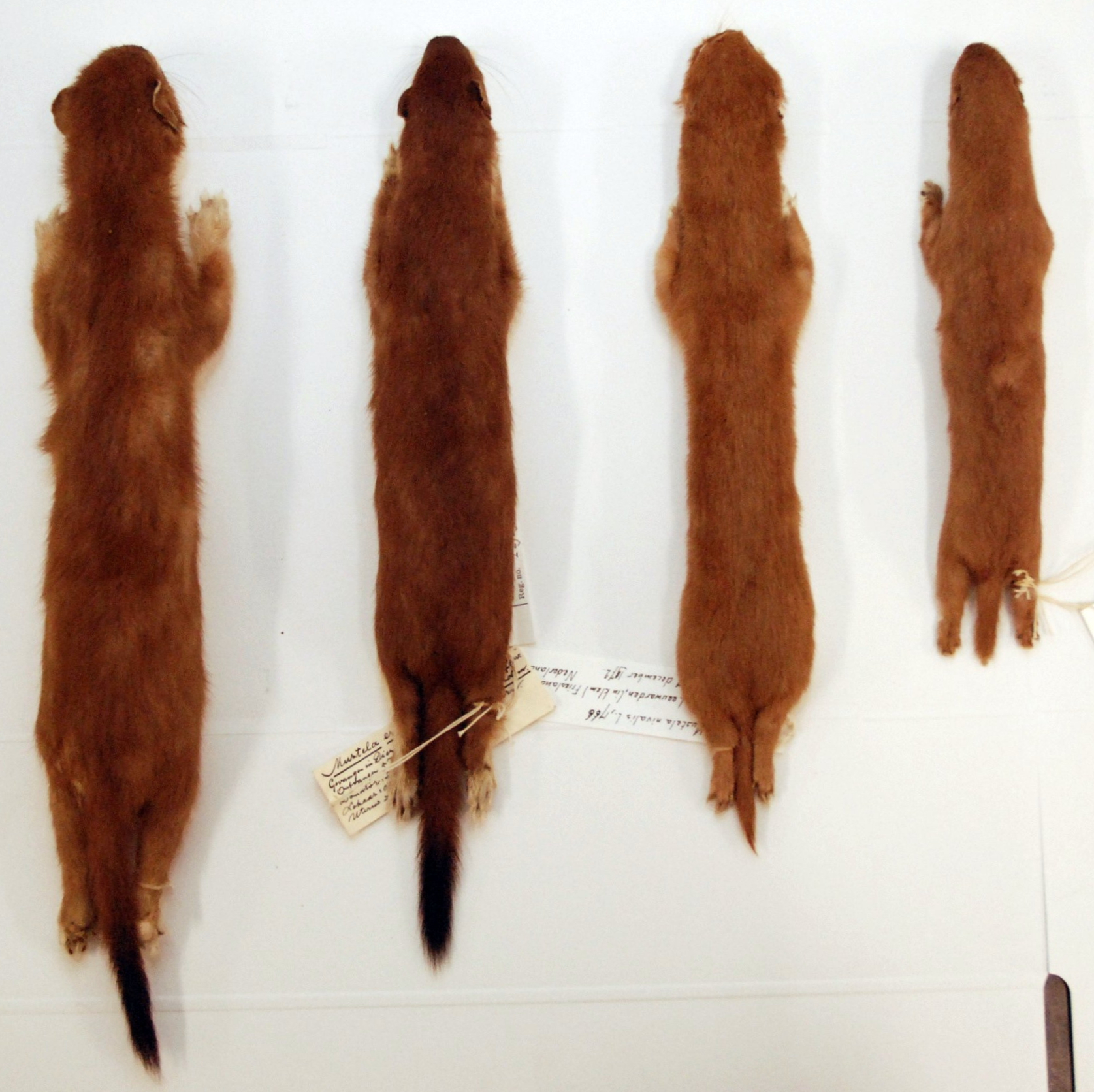
Pieles de armiño (izquierda) y comadreja menor (derecha): note el tamaño más grande del armiño y la punta de la cola negra.

El armiño o arminio (Mustela erminea) es una especie de mamífero carnívoro de la familia de los mustélidos que se distribuye en Eurasia y las regiones norteñas de América del Norte, y el norte de África, donde esto sólo se ha sabido recientemente. Debido a su amplia distribución circumpolar, es catalogado como preocupación menor en la lista roja de la Unión Internacional para la Conservación de la Naturaleza.
Habita en bosques y estepas, encontrándose generalmente en campo abierto. Está incluido en la lista de las cien de las especies exóticas invasoras más dañinas del mundo de la Unión Internacional para la Conservación de la Naturaleza.

## Etimología
Su denominación en español proviene del latín Armenius mus, que significa ‘rata de Armenia’, debido a que la especie procedía del mar Negro, así como a su similitud con el ratón.

Esta voz aparece por primera vez en español como armino, en el verso 2749 del tercer cantar del Cantar de mio Cid, «Cantar de la afrenta de Corpes»:
Levaron les los mantos / e las pieles arminas mas dexan las maridas / en briales y en camisas e a las aves del monte / e a las bestias dela fiera guisa. Por muertas la[s] dexaron / sabed, que non por bivas.

## Características

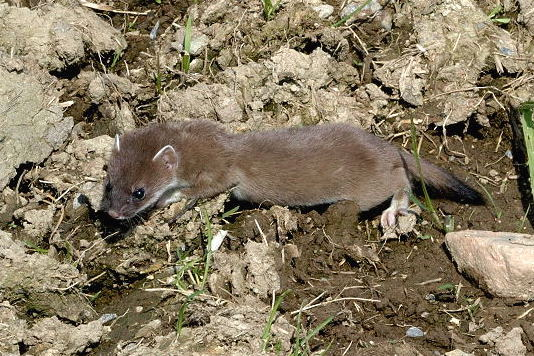
Un joven armiño

Es uno de los carnívoros más pequeños del mundo; tiene el cuerpo alargado y extraordinariamente flexible. Su peso varía entre los 100 y los 300 g.
En verano, el pelaje es pardo o marrón en el dorso, y blanco o blanco amarillento en el pecho y en el vientre; pero siempre conserva el extremo de la larga cola de color negro, lo que es en toda época un buen rasgo para la identificación.
En la llanura y en las regiones meridionales conserva su pelaje marrón con el vientre blanco durante todo el año. En la montaña y en las regiones más frías cambia de color después de su muda de otoño, volviéndose enteramente blanco; solamente el pincel de pelos que adorna el remate de su cola permanece siempre negro.

## Comportamiento

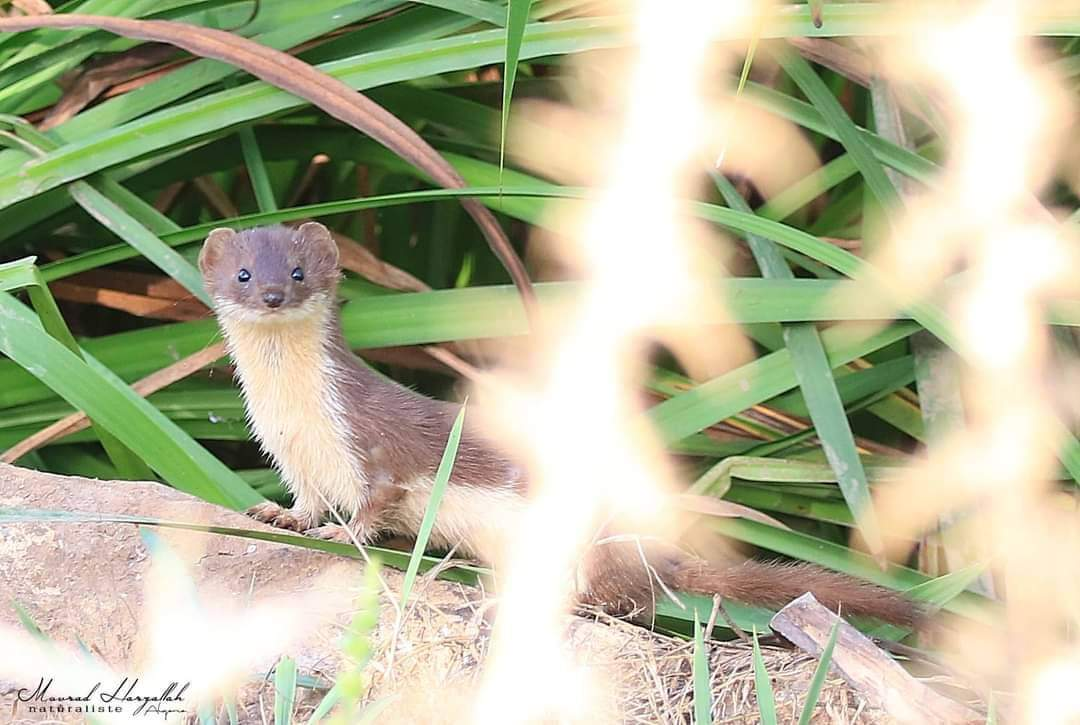
Armiño en el norte de Argelia, El Kala

El armiño suele establecer su madriguera bajo un montón de piedras o disimulada en el interior de una mata espinosa. Se alimenta principalmente de roedores, a los cuales persigue incluso hasta dentro de sus propias madrigueras.
Es una especie de hábitos tanto nocturnos como diurnos; pasa el día en varias fases de actividad entrecortada por períodos de sueño más o menos prolongados. El armiño es terrestre y no trepa, se mueve de forma rápida y ágil y es capaz de dar grandes saltos.

## Relación con el ser humano
Antiguamente se cazaba al armiño por su suave piel, de una gran calidad, y de la que se confeccionaban pellizas y abrigos. Actualmente, la piel de visón de granja ha sustituido en gran medida a la de armiño.

## Subespecies
Esta es una lista de subespecies del armiño:
- M. e. aestiva Kerr, 1792
- M. e. alascensis Merriam, 1896
- M. e. anguinae Hall, 1932
- M. e. arctica Merriam, 1896
- M. e. augustidens Brown, 1908
- M. e. bangsi Hall, 1945
- M. e. celenda Hall, 1944
- M. e. cicognanii Bonaparte, 1838
- M. e. erminea Linnaeus, 1758
- M. e. fallenda Hall, 1945
- M. e. ferghanae (Thomas, 1895)
- M. e. gulosa Hall, 1945
- M. e. haidarum Preble, 1898
- M. e. hibernica Thomas and Barrett-Hamilton, 1895
- M. e. initis Hall, 1945
- M. e. invicta Hall, 1945
- M. e. kadiacensis Merriam, 1896
- M. e. kaneii (Baird, 1857)
- M. e. karaginensis Jurgenson, 1936
- M. e. lymani Hollister, 1912
- M. e. martinoi Ellerman and Morrison-Scott, 1951
- M. e. minima Cavazza, 1912
- M. e. mongolica Ognev, 1928
- M. e. muricus Bangs, 1899
- M. e. nippon Cabrera, 1913
- M. e. ognevi Jurgenson, 1932
- M. e. olympica Hall, 1945
- M. e. polaris Barrett-Hamilton, 1904
- M. e. richardsonii Bonaparte, 1838
- M. e. ricinae Miller, 1907
- M. e. salva Hall, 1944
- M. e. seclusa Hall, 1944
- M. e. semplei Sutton and Hamilton, 1932
- M. e. stabilis Barrett-Hamilton, 1904
- M. e. streatori Merriam, 1896
- M. e. teberdina Kornejev, 1941
- M. e. tobolica Ognev, 1923